# 野中りえ
野中 りえ（のなか りえ、1975年11月11日 - ）は、日本のタレント。 本名、野中 理江。血液型はAB型。身長：165cm。体重：47kg。
大分県大分市出身。獨協大学外国語学部ドイツ語学科卒業。

## 人物・来歴
- ゴールド・ラッシュ! (テレビ番組)出身。
- 当初は、渡辺プロダクションに所属していたが、オフィスシオンに移籍し、社名を改められたA&Mに2008年9月まで所属。一時フリーとなったが、ちい散歩に共演していた縁で地井武男に誘われ現在は株式会社サイプロダクション所属。
- 趣味は競馬、ゴルフ、ダーツ、料理、食べ歩き。
- 特技は日舞（花柳流名取・花柳江之華）、水泳。
- 2006年にワイン・エキスパートの資格を取得。その他に、スキューバ・ダイビングの免許（2004年）、チーズ・プロフェッショナル（2008年）

## 出演

### テレビ
過去の番組
- はみだし刑事情熱系 第4シリーズ（1999年） - 桜井葉子 役
- おーい、ニッポン（NHK BS-2）
- 生活ほっとモーニング（NHK）
- ジャスト（TBS）
- スターぼうず 第4話「ホース・アタック！」（2001年1月4日、BS-i） - リー 役
- ちい散歩（2007年1月〜2012年5月、テレビ朝日）
- 若大将のゆうゆう散歩（2012年5月〜2013年6月27日[1]、テレビ朝日）

### ラジオ
- Sunday Sound Waker（ニッポン放送）リポーター

### 映画
- 恋と花火と観覧車（1997年）
- SF サムライ・フィクション（1998年） - 芸者 あやめ 役
- つんくタウンFILMS」プロジェクト第一弾 GO-CON（2000年）

### CM
- ハウスウェルネスフーズC1000タケダ レモン・ウォーター
- 明星食品 夜店のやきそば一平ちゃん
- 亀山ローソク
- ミスタードーナツ